# Тетрапалладийтрииттербий
Тетрапалладийтрииттербий — бинарное неорганическое соединение
палладия и иттербия
с формулой Yb3Pd4,
кристаллы.

## Получение
- Сплавление стехиометрических количеств чистых веществ:

{\displaystyle {\mathsf {4Pd+3Yb\ {\xrightarrow {1415^{o}C}}\ Yb_{3}Pd_{4}}}}

## Физические свойства
Тетрапалладийтрииттербий образует кристаллы
тригональной сингонии,
пространственная группа R 3,
параметры ячейки a = 1,2900 нм, c = 0,5654 нм, Z = 6,
структура типа тетрапалладийтриплутоний Pu3Pd4
.
Соединение конгруэнтно плавится при температуре 1415°C.
В соединении наблюдается магнитный переход.